# لانگ ساتون، همپشر
لانگ ساتون (به انگلیسی: Long Sutton) یک روستا و محله مدنی در بریتانیا است که در Hart واقع شده‌است. لانگ ساتون ۶۸۳ نفر جمعیت دارد.